# Young DAYS!!
Singles de THE Possible
Hatsukoi no Kakera
(2006)
Young Days!! (ヤングDAYS!!) est le 1er single indépendant du groupe féminin de J-pop THE Possible, sorti dans le cadre du Hello! Project. Il sort le 19 novembre 2006 au Japon sous le label indépendant Good Factory Record de TNX, écrit et produit par Tsunku. Il sort également en deux éditions limitées (A et B) avec seulement quatre des six membres en couverture, et en format "single V" (DVD) deux mois plus tard.
L'unique chanson du single figurera sur le mini album indépendant du groupe, 1 Be Possible! de 2007, de même que la deuxième chanson figurant sur le DVD, puis sur son premier album Kyūkyoku no The Possible Best Number Shō 1 de 2008.

## Liste des titres
Toutes les chansons sont écrites et composées par Tsunku.
| 1. | Young Days!! (ヤングDAYS!!) | Yuichi Takahashi | 5:07 |

| 1. | Young Days!! (ヤングDAYS!!)                                       |  |
| 2. | Koisuru Niwatori (Photo Library) (恋するニワトリ (PHOTO LIBRARY)) |  |
| 3. | Young Days!! (Tokuten Eizou) (ヤングDAYS!! (特典映像))            |  |